# Șuici, Argeș
Șuici este satul de reședință al comunei cu același nume din județul Argeș, Muntenia, România.

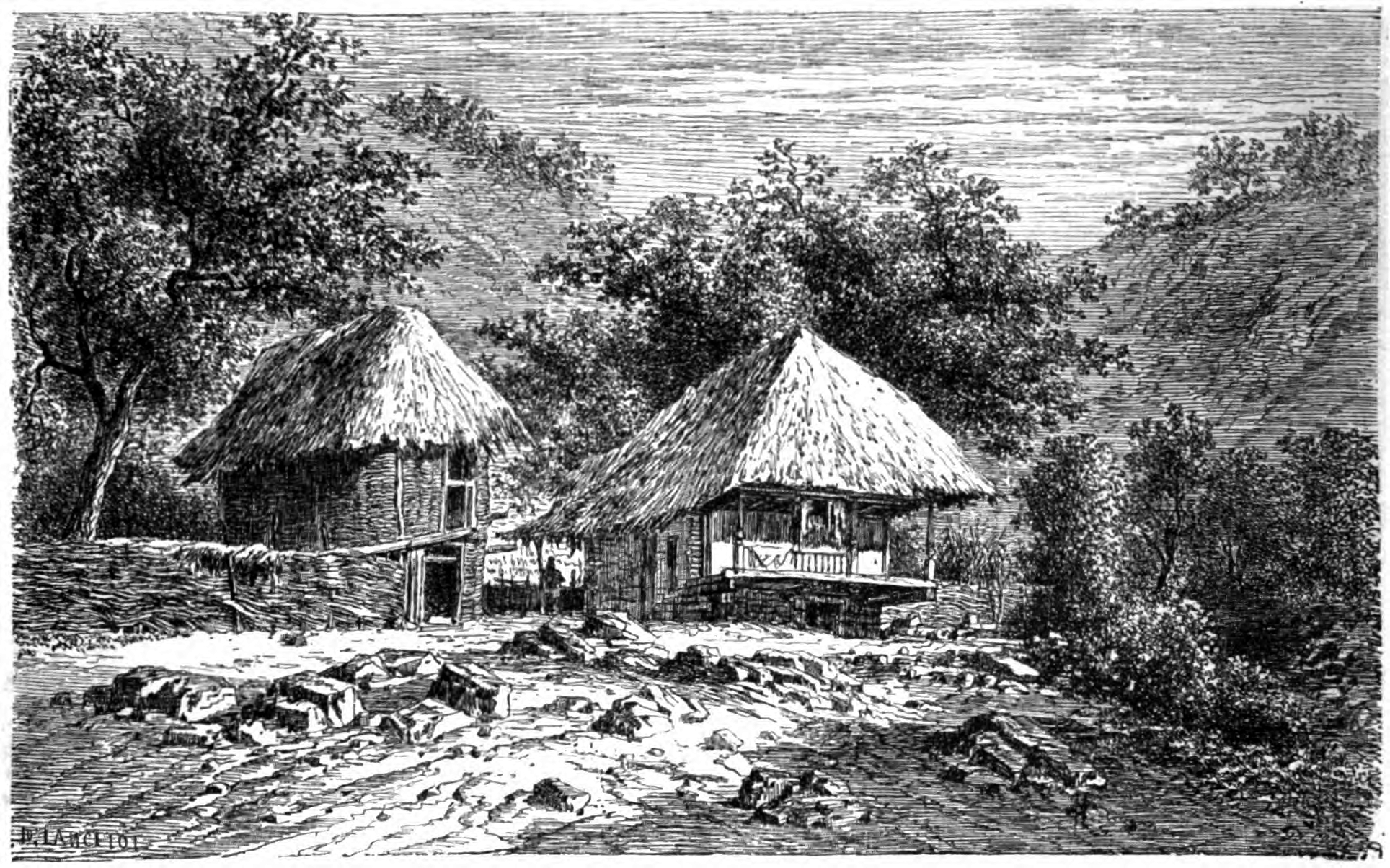
Gospodărie din Șuici, desenată de Dieudonné Lancelot în 1860